# 케이트 앤 레오폴드
《케이트 앤 레오폴드》(Kate & Leopold)는 미국에서 제작된 제임스 맨골드 감독의 2001년 판타지, 멜로/로맨스, 코미디 영화이다. 멕 라이언 등이 주연으로 출연하였고 캐시 콘래드 등이 제작에 참여하였다.

## 출연

### 주연
- 멕 라이언
- 휴 잭맨

### 조연
- 리브 슈라이버
- 브레킨 메이어
- 나타샤 리온
- 브래드리 휘트포드

## 기타
- 공동제작: 크리스토퍼 구드
- 미술: 마크 프리드버그
- 세트: 스테파니 캐롤
- 의상: 도나 자코브스카
- 배역: 케리 바든
- 배역: 빌리 홉킨스
- 배역: 수잔느 스미스

## SBS 성우진 (2007년 11월 17일)
- 윤소라 - 케이트(멕 라이언)
- 신성호 - 레오폴드(휴 잭맨)
- 김소형 - 스튜어트(리브 슈라이버)
- 안용욱 - 찰리(브레킨 메이어)
- 김관진 - 캠든(브래드리 휘트포드)
- 김용식 - 밀라드(팩스톤 화이트헤드)
- 이근욱 - 오티스(필립 보스코)
- 조예신 - 달시(나타샤 리온)
- 기경옥
- 정동열
- 장주영
- 윤성혜
- 김서영